# Aleksandr Konstantinovič Glazunov
Aleksandr Konstantinovič Glazunov (Sankt-Peterburg, 10. kolovoza 1865. – Pariz, 21. ožujka 1936.), ruski skladatelj i dirigent 
Bio je profesor Petrogradskoga konzervatorija, a od 1928. godine živio je u Parizu. Najznačajnija je ličnost među skladateljima okupljenim oko Rimski-Korsakova, odnosno Beljajevskog kruga. 
Prvenstveno je instrumentalni glazbenik, usavršio je rusku simfonijsku glazbu, u koju je unio mogućnosti polifonog oblikovanja, potpuniju uglađenost forme i monumentalnost faktura (nazivan ruski Brahms). Pridonio je i daljem izgrađivanu ruske koncertne, komorne, klavirske glazbe, te baleta. 
Zajedno s Rimski-Korsakovim dovršava Borodinovu operu "Knez Igor". 
Djela: 
- 8 simfonija;
- 4 simfonijske pjesme: "Kremlj", "Stenjka Razin";
- 5 uvertira; suite;
- fantazije: "More";
- baleti: "Rajmonda", "Ljubavna lirika", "Godišnje doba";
- scenska glazba; kantate; zborovi.